# Ламберт, Джон (1772)
Сэр Джон Ламберт (28 апреля 1772 — 14 сентября 1847) — британский полный генерал.

## Биография
Ламберт поступил на службу в британскую армию 27 января 1791 года энсином в 1-й полк Пешей гвардии. Во время войны против революционной Франции он участвовал в битвах при Валансьене и при Дюнкерке, а также в битве при Линселе (1793). Он также участвовал в подавлении Ирландского восстания 1798 года и в Голландской экспедиции в 1799 году.
С 1808 года Ламберт принимает участие в Пиренейской войне, в частности, в битве при Ла-Корунье. В 1809 году он на время вернулся в Англию, чтобы принять участие во Второй Голландской экспедиции (высадке на Валхерене), крайне неудачной для англичан. 
В 1810 году Ламберт был произведён в полковники, в 1811 году вновь находился в Испании, на сей раз в Кадисе. В январе 1812 года из Кадиса он был послан в Картахену, а в октябре того же года присоединился к армии герцога Веллингтона в Саламанке.
4 июня 1813 года Ламберт был произведен в генерал-майоры и получил под своё командование пехотную бригаду в 6-й дивизии. Во главе бригады он участвовал в сражениях при Нивеле, при Ниве, при Ортезе и при Тулузе. Ламберт удостоился неоднократных упоминаний в депешах Веллингтона. З свою службу в Испании он был возведён (2 января 1815 года) в рыцари ордена Бани.
После этого Ламберт отплыл в Америку, чтобы принять участие в Англо-американской войне. Там он сражался под началом своего давнего сослуживца по Испании сэра Эдварда Пакенхэма в битве при Новом Орлеане. Сражение было неудачным для англичан. Когда генерал Пакенхэм был убит, а генерал Гиббс смертельно ранен, командование английской армией перешло к Ламберту. Он решил не возобновлять атаку и постепенно отвёл свои войска. 12 февраля он сумел взять небольшой американский форт Бауэр в устье Миссисипи, однако на следующий день получил известие о подписании мирного договора между Великобританией и США. 
Ламберт вернулся в Европу как раз вовремя, чтобы во главе бригады принять участие в битве при Ватерлоо. Бригада поздно выступила из Гента, и присоединилась к армии только утром 18 июня. Сначала она была размещена в резерве у Мон-Сен-Жана. После трех часов дня бригада была выдвинута на линию фронта для поддержки 5-й дивизии (Пиктона), после чего приняла активное участие в сражении. 27-й полк бригады, поставленный около фермы Ла-Э-Сент, в течение дня потерял две трети своих людей, что было больше, чем потери любого другого полка армии. Ламберт был упомянут в депеше Веллингтона и получил официальную благодарность от британского парламента, российский орден Святого Владимира 3-й степени и баварский Военный орден Максимилиана Иосифа (командорской степени). После окончания войны, Ламберт командовал восьмой пехотной бригадой британской армии, временно размещённой во Франции.
27 мая 1825 года Ламберт был произведен в генерал-лейтенанты, а 23 ноября 1841 года — в полные генералы. 18 января 1824 года ему было присвоено звание шефа 10-го полка, а 19 июля 1838 года он был награждён большим крестом ордена Бани. 
Генерал сэр Джон Ламберт умер в Уэстон-Хаусе, Темз-Диттон, 14 сентября 1847 года в возрасте 75 лет.

## Семья
Ламберт был выходцем из семьи со старинными военными традициями. Его отец был капитаном, старший брат — контр-адмиралом, а среди младших братьев были генерал-майор и полный адмирал.
Супругой генерала Ламберта с 1816 года была Мэри Морант.
Генерал Ламберт был известен как любитель крикета. Он участвовал в соревнованиях крикету, по меньшей мере,  12 раз с 1794 по 1810 год.